# Moroturo
Moroturo est l'une des quatre paroisses civiles de la municipalité d'Urdaneta dans l'État de Lara au Venezuela. Sa capitale est Santa Inés.